# Tái Sinh Duyên (tiểu thuyết)
Tái Sinh Duyên, là tên phiên âm Hán-Việt (tiếng Trung: 再生緣, bính âm: Zai sheng yuan) của một tiểu thuyết nổi tiếng của Trung Quốc, được lưu truyền trong dân gian, và chuyển thể thành nhiều thể loại kịch, tuồng cải lương, phim ảnh. Tiểu thuyết còn có tên gọi là "Sự tích Mạnh Lệ Quân".

## Nhân vật

### Chính
| Nhân vật            | Thông tin |
| ------------------- | --- |
| Mạnh Lệ Quân        | Khi giả trai lấy tên là Lệ Minh Đường. Mạnh tiểu thơ →Lệ thừa tướng → Bảo Hòa Công Chúa Con gái của Mạnh Sĩ Nguyên Vợ của Hoàng Phủ Thiếu Hoa.                                               |
| Hoàng Phủ Thiếu Hoa | Con trai của Hoàng Phủ Kính . Em trai của Hoàng Phủ Trưởng Hoa Chồng của Mạnh Lệ Quân, Lưu Yến Ngọc và Tô Ánh Tuyết                                                                          |
| Lưu Yến Ngọc        | Lưu Quận Chúa → Tây Viện nhất phẩm phu nhân Con gái của Lưu Tiệp. Lưu Yến Châu, Lưu Khuê Bích, Lưu Khuê Quang em gái cùng cha khác mẹ. Vợ của Hoàng Phủ Thiếu Hoa. Kiếp trước: Phần Hương nữ |
| Tô Ánh Tuyết        | Mạnh Lệ Quân thị nữ → Quận chúa Tố Hoa → Đông Viện nhất phẩm phu nhân Vợ của Hoàng Phủ Thiếu Hoa. Kiếp trước: Bỉnh Khuê nữ                                                                   |

## Dạng thức chuyển thể
Tại Việt Nam Tái Sanh Duyên nhiều lần được chuyển thể thành cải lương
| Tên tuồng    | Tác giả    | Mạnh Lệ Quân         | Hoàng Phủ Thiếu Hoa  | Lưu Yến Ngọc | Tô Ánh Tuyết |
| ------------ | ---------- | -------------------- | -------------------- | ------------ | ------------ |
| Mạnh Lệ Quân | Bạch Mai   | Ngọc Huyền           | Chí Linh / Tiểu Linh | Hồng Nhung   | Vân Hà       |
| Mạnh Lệ Quân | Thanh Tòng | Lệ Thủy              | Minh Vương           | Ngân Hà      | Tài Linh     |
| Mạnh Lệ Quân | Bạch Mai   | Phượng Mai           | Kim Tử Long          | Vân Hà       | Thoại Mỹ     |
| Mạnh Lệ Quân | Bạch Mai   | Thanh Thanh Tâm      | Chí Linh             | Thanh Uyên   | Vân Hà       |
| Mạnh Lệ Quân | Bạch Mai   | Ngọc Huyền /Tú Sương | Kim Tử Long          | Bình Tinh    | Trinh Trinh  |

## Bản dịch
Hiện ấn bản dịch tiếng Việt lưu hành thông dụng là của dịch giả Mộng Bình Sơn. Bản dịch gồm 74 hồi.

## Thông tin khác
Theo ấn bản dịch của truyện, nhân vật Mạnh Lệ Quân là nữ giới nhưng được mô tả như một người có quan hệ đồng tính nữ, sống giống một người đàn ông, cũng lấy vợ (lấy Tô Yến Tuyết) dù vào thời điểm đó việc giả trai đi học đi thi, đỗ đạt (trong xã hội phong kiến còn nặng tư tưởng "trọng nam khinh nữ") được coi là hành vi lừa dối (phạm tội), thậm chí còn làm đến chức Thừa tướng. Trong truyện có đoạn: 
"Tố Hoa nhìn đi nhìn lại Lệ Minh Đường một hồi rồi nói:
- Ngày nay trông tiểu thơ có phần mỹ lệ hơn trước nhiều.
Nói rồi với tay ôm Lệ Minh Đường vừa hôn vừa nói:
- Cái dung nhan của tiểu thơ thật khiến cho người ta đổ quán xiêu đình chớ chẳng chơi.
Nói xong, hai người lặng lẽ cởi áo ngoài ra ngã mình xuống chiếu ôm choàng nhau an giấc, cái tình âu yếm, vẻ mặn nồng xem còn vui thú hơn vợ chồng thiệt nữa là khác."
Ở đây Tố Hoa chính là Tô Yến Tuyết, và tên gọi Lệ Minh Đường để chỉ Mạnh Lệ Quân. Cuối truyện, Mạnh Lệ Quân bị lột mặt nạ và vẫn cưới Hoàng Phủ Thiếu Hoa làm chồng (theo tư tưởng Nho giáo phong kiến).